# Łeonid Rodos
Łeonid Abramowycz Rodos, ukr. Леонід Абрамович (Аркадійович) Родос, ros. Леонид Аркадьевич Родос, Leonid Arkadjewicz Rodos (ur. 1 stycznia 1919, w Konstantynówka, w obwodzie donieckim, Ukraińska SRR, zm. ?, Niemcy) – ukraiński piłkarz, grający na pozycji pomocnika, trener piłkarski.

## Kariera piłkarska
Urodzony na Donbasie przeniósł się do Dniepropetrowska. Wychowanek zespołu Promkooperacja Dniepropetrowsk. W 1937 rozpoczął karierę piłkarską w klubie Spartak Dniepropetrowsk. W 1939 został zaproszony do Stali Dniepropetrowsk, która występowała w Klasie B Mistrzostw ZSRR. W 1940 dołączył do Dynama Dniepropetrowsk. W czasie wojny trenował się razem z piłkarzami Spartaka Moskwa. Po zakończeniu II wojny światowej występował w wojskowej drużynie ODO Swierdłowsk, w której zakończył karierę piłkarza w roku 1948.

## Kariera trenerska
Po zakończeniu kariery piłkarza rozpoczął pracę szkoleniowca. Najpierw ukończył Lenigradzki Wojskowy Instytut Wychowania Fizycznego oraz Wyższą Szkołę Trenerów. Młody oficer został skierowany ponownie do Swerdłowska, gdzie pracował na różnych stanowiskach w wojskowym klubie ODO Swierdłowsk. Trenował również hokejową drużynę, która pod jego kierownictwem 4-krotnie zdobywała mistrzostwo ZSRR. W 1960 zwolnił się z wojska i potem kolejne trzy lata prowadził Urałmasz Swierdłowsk. W sierpniu 1963 powrócił do rodzimego już Dniepropetrowska, gdzie najpierw był dyrektorem sportowym, a w 1964 pomagał trenować Dnipro Dniepropetrowsk. Na początku 1965 został zaproszony na stanowisko starszego trenera Awanharda Żółte Wody. W lipcu 1965 został skierowany do Metałurha Zaporoże. W 1967 objął prowadzenie Dnipra Dniepropetrowsk, a w połowie następnego roku został zmieniony przez Wałerija Łobanowskiego. W 1969 roku kierował zespołem Krywbas Krzywy Róg. W 1971 został mianowany na stanowisko głównego trenera Awanharda Tarnopol, z którym pracował do połowy 1973. Potem stał na czele Rady Trenerskiej Dniepropetrowskiego Obwodowego Związku Piłki Nożnej oraz trenował amatorski zespół miejscowego Instytutu Metalurgicznego. Po rozpadzie ZSRR wyjechał na stałe do Niemiec.

## Sukcesy i odznaczenia

### Sukcesy piłkarskie
Spartak Dniepropetrowsk
- mistrz Ukraińskiej SRR: 1937

### Sukcesy trenerskie
SKWO Swierdłowsk
- mistrz Klasy B Mistrzostw ZSRR: 1958 (strefa 5), 1959 (strefa 1)

### Odznaczenia
- tytuł Mistrza Sportu ZSRR
- tytuł Zasłużonego Trenera Rosyjskiej FSRR: 1963